# Adria Mobil/2015
Deze pagina geeft een overzicht van de Adria Mobil wielerploeg in 2015.

## Transfers
| Inkomend    | Team 2014    | Uitgaand      | Team 2015                    |
| ----------- | ------------ | ------------- | ---------------------------- |
| Marko Kump  | Tinkoff-Saxo | Matej Mugerli | Synergy Baku Cycling Project |
| Josip Rumac | Etixx        | Bruno Maltar  | Meridiana Kamen Team         |
| Jon Bozic   | Onbekend     | Tomaž Nose    | Gestopt                      |
|             |              | Aljaž Hočevar | Onbekend                     |

## Renners
| Naam            | Geboortedatum    | Nationaliteit | Ploeg 2014   |
| --------------- | ---------------- | ------------- | ------------ |
| Jon Bozic       | 16 november 1996 | Slovenië      | Onbekend     |
| Kristjan Fajt   | 7 mei 1982       | Slovenië      |              |
| Marko Kump      | 9 september 1988 | Slovenië      | Tinkoff-Saxo |
| Domen Novak     | 24 augustus 1994 | Slovenië      |              |
| David Per       | 13 februari 1995 | Slovenië      |              |
| Radoslav Rogina | 3 maart 1979     | Kroatië       |              |
| Primož Roglič   | 29 oktober 1989  | Slovenië      |              |
| Josip Rumac     | 26 oktober 1994  | Kroatië       | Etixx        |
| Klemen Štimulak | 20 juli 1990     | Slovenië      |              |

## Kalender (profwedstrijden)
| Wedstrijd                                       | Datum               | Categorie |
| ----------------------------------------------- | ------------------- | --------- |
| Internationale Wielerweek                       | 26-29 maart 2015    | 2.1       |
| Ronde van Kroatië                               | 22-26 april 2015    | 2.1       |
| Ronde van Azerbeidzjan                          | 6-10 mei 2015       | 2.1       |
| Ronde van Slovenië                              | 18-21 juni 2015     | 2.1       |
| Ronde van het Qinghaimeer                       | 5-18 juli 2015      | 2.HC      |
| Ronde van Tsjechië                              | 13-16 augustus 2015 | 2.1       |
| Velothon Stockholm                              | 13 september 2015   | 1.1       |
| Memorial Marco Pantani                          | 19 september 2015   | 1.1       |
| GP Industria e Commercio Artigianato Carnaghese | 20 september 2015   | 1.1       |

## Overwinningen
Trofej Umag
Winnaar: Marko Kump
Poreč Trophy
Winnaar: Marko Kump
Istrian Spring Trophy
3e etappe: Marko Kump
GP Adria Mobil
Winnaar: Marko Kump
Belgrado Banjaluka I
Winnaar: Marko Kump
Ronde van Kroatië
2e etappe: Marko Kump
Ronde van Azerbeidzjan
1e etappe: Marko Kump
2e etappe: Primož Roglič
Eindklassement: Primož Roglič
Małopolski Wyścig Górski
1e etappe: Marko Kump
2e etappe: Marko Kump
Eindklassement: Marko Kump
Ronde van Slovenië
3e etappe: Primož Roglič
4e etappe: Marko Kump
Eindklassement: Primož Roglič
Ronde van het Qinghaimeer
1e etappe: Marko Kump
2e etappe: Marko Kump
5e etappe: Primož Roglič
6e etappe: Marko Kump
9e etappe: Marko Kump
12e etappe: Marko Kump
Eindklassement: Radoslav Rogina
Kroatië-Slovenië
Winnaar: Marko Kump
Velothon Stockholm
Winnaar: Marko Kump
2005 · 2006 · 2007 · 2008 · 2009 · 2010 · 2011 · 2012 · 2013 · 2014 · 2015 · 2016